# Simmershofen
Simmershofen település Németországban, azon belül Bajorországban. Lakosainak száma 969 fő (2023. december 31.).

## Népesség
A település népessége az elmúlt években az alábbi módon változott:
| Lakosok száma | 1155 | 1039 | 884  | 881  | 874  | 877  | 903  | 912  | 966  | 969  |
|               | 1970 | 1975 | 2011 | 2012 | 2014 | 2015 | 2017 | 2019 | 2022 | 2023 |